# Randal Lewis
Randal Lewis (Michigan, 8 mei 1957) is een Amerikaanse amateur golfer, die op 54-jarige leeftijd in 2011 zijn eerste USGA-titel behaalde toen hij het Mid-Amateur Golfkampioenschap won en daardoor een uitnodiging kreeg om in de Masters van 2012 te spelen.
Lewis was de oudste winnaar van het Mid-Amateur, dat ieder jaar sinds 1981 is gespeeld. In eerdere edities was hij finalist in 1996 en kwartfinalist in 1999.
Randy Lewis won in Michigan alle drie grote amateurstoernooien. Na het winnen van de matchplay in 1992 en de strokeplay in 1994 had hij een slecht jaar. Hij verruilde zijn oude golfclubs voor een nieuwe set, begon aan zijn conditie te werken en nam zich op nieuwjaarsdag voor dat 1996 een beter jaar zou worden. Dat lukte, hij won de Golf Association of Michigan (GAM) op de Bartons Hills Country Club in Ann Arbor, na vier rondes was hij de enige speler met een score onder par.
Lewis was al 17 jaar toen hij met golf begon. Hij ging studeren aan de Central Michigan University maar speelde geen college golf. Zijn succes begon pas in 1978, toen hij zich bij het Michigan Amateur in de strokeplay kwalificatie plaatste bij de 16 spelers die het matchplay-toernooi mochten spelen. In 1983 kwalificeerde hij zich voor het US Amateurkampioenschap. Toen hij dit eenmaal bereikt had, kreeg hij ambities meer nationale USGA toernooien te spelen. Zijn eerste nationale overwinning was het Mid-Amateur.

## Gewonnen
- 1992: Michigan Amateur (matchplay)
- 1994: Michigan Amateur (strokeplay)
- 1996: Golf Association of Michigan (GAM)
- 2011: Mid-Amateur Golfkampioenschap

In 2009 werd Lewis toegevoegd aan de Michigan Golf Hall of Fame.

Lewis woont in Alma, een klein plaatsje in de buurt van St-Louis. Hij is financieel adviseur.